# Marian Gluth
Marian Gluth (ur. 1902, zm. 13 lutego 1958 w Łodzi) – profesor Uniwersytetu Łódzkiego, kierownik Katedry Pedagogiki, pedagog społeczny, współtwórca i dyrektor Teatru „Pinokio” w Łodzi.

## Życiorys
Przed II wojną światową był dyrektorem Wyższego Kursu Nauczycielskiego w Krakowie. Należał do zarządu Towarzystwa Szkoły Ludowej, a od 1938 redaktorem „Miesięcznika Towarzystwa Szkoły Ludowej”. W 1943 wstąpił do PPR. Kierował Wyższym Studium Nauczycielskim w Częstochowie. W 1944 z Martą Janic i przy współpracy z Janem Sztaudyngerem organizował teatr lalek w Częstochowie. W 1945 z Martą Janic i grupą aktorów przeniósł się do Łodzi, gdzie powołali Teatr Kukiełek, nieoficjalnie znany jako „Biedronki” (późn. Teatr „Pinokio”) powstały przy Centralnym Robotniczym Domu Kultury przy ul. Piotrkowskiej 243. Teatr zainaugurował działalność 1 maja 1945 premierą „Bajowych bajeczek” Marii Kownackiej w reżyserii Marty Janic. W latach 1945–1946 był pierwszym dyrektorem Teatru Pinokio w Łodzi, po 1945 był profesorem Uniwersytetu Łódzkiego oraz od 1948 kierownikiem Katedry Pedagogiki i Organizacji Szkolnictwa UŁ. Był prezesem Towarzystwa Przyjaźni Polsko-Radzieckiej na woj. łódzkie.
Pochowany został na cmentarzu komunalnym Doły w Łodzi (Kwatera: VII, Rząd: 1, Grób: 8).